# 水蚕属
水蚕属（学名：Naiades）为叶须虫科的一个属。

## 下属物种
本属包括以下物种：
- 水蚕 Naiades cantrainii Delle Chiaje, 1830